# Barlt
Barlt ist eine Gemeinde im Kreis Dithmarschen in Schleswig-Holstein.

## Geografie

### Lage
Barlt liegt in der Marsch im südlichen Dithmarschen an der Bundesstraße 5 zwischen Meldorf und Marne. Das Gemeindegebiet erstreckt sich von der Nordsee bis an den Geestrand.

### Ortsteile
Die Ortsteile Barlterneuendeich und Barlteraltendeich liegen im Gemeindegebiet.

### Nachbargemeinden
Nachbargemeinden sind im Uhrzeigersinn im Norden beginnend die Gemeinden Busenwurth, Gudendorf, Sankt Michaelisdonn, Volsemenhusen, Trennewurth und Kronprinzenkoog (alle im Kreis Dithmarschen).

## Geschichte
Ursprünglich war Barlt ein Teil des Kirchspiels Meldorf. In der Zeit der Bauernrepublik Dithmarschen war das Dorf vergleichsweise reich, wie der Bau der Barlter Kirche 1428 zeigt. Sie wurde unter der vermutlich vorgeschobenen Begründung, dass die Hovetkerke (Hauptkirche) in Meldorf aufgrund der schwierigen Wetter- und Bodenbedingungen oft nicht erreichbar war, gebaut – für die Dithmarscher Marschbauern gehörte es zum Alltag, beim häufigen nassen Wetter über durchweichte Kleiböden und überschwemmte Entwässerungsgräben zu ihren Zielen gelangen zu müssen.
Die Barlter schafften es in der Folge, alleine aus Dorfmitteln eine Kirche zu errichten, zeitweise zwei Pastoren zu bezahlen und weiterhin ihre Abgaben an das Kirchspiel Meldorf zu zahlen. Der Kirchbau gehört damit auch in eine spätere Generation der Kirchbauten, als diese nicht mehr zur Gründung von regional ausgedehnten Kirchspielen führten, sondern in ihrer Wirkung und in ihrem Bau lokal begrenzt blieben.
Am 1. April 1934 wurde die Kirchspielslandgemeinde Barlt aufgelöst. Ihre beiden Bauerschaften Barlt und Barlter Alten- und Neuendeich wurden zu selbständigen Gemeinden/Landgemeinden.

### Eingemeindungen
Am 1. Juli 1964 wurde die bis dahin selbständige Gemeinde Barlter Alten- und Neuendeich eingegliedert.

## Politik

### Gemeindevertretung
Bei der Kommunalwahl am 14. Mai 2023 wurden insgesamt elf Sitze vergeben. Von diesen erhielt die Unabhängige Wählergemeinschaft Barlt fünf Sitze, die CDU vier Sitze und die SPD zwei Sitze.

### Wappen
Blasonierung: „Über mit einer Spitze ohne Giebel versehenen blauem Schildfuß, darin ein silberner Wellenbalken, von Rot und Silber durch eine abgerundete Schrägstufe geteilt. Oben ein silbernes Flügelkreuz einer holländischen Windmühle, unten ein blaues Kreuz.“

## Sehenswürdigkeiten

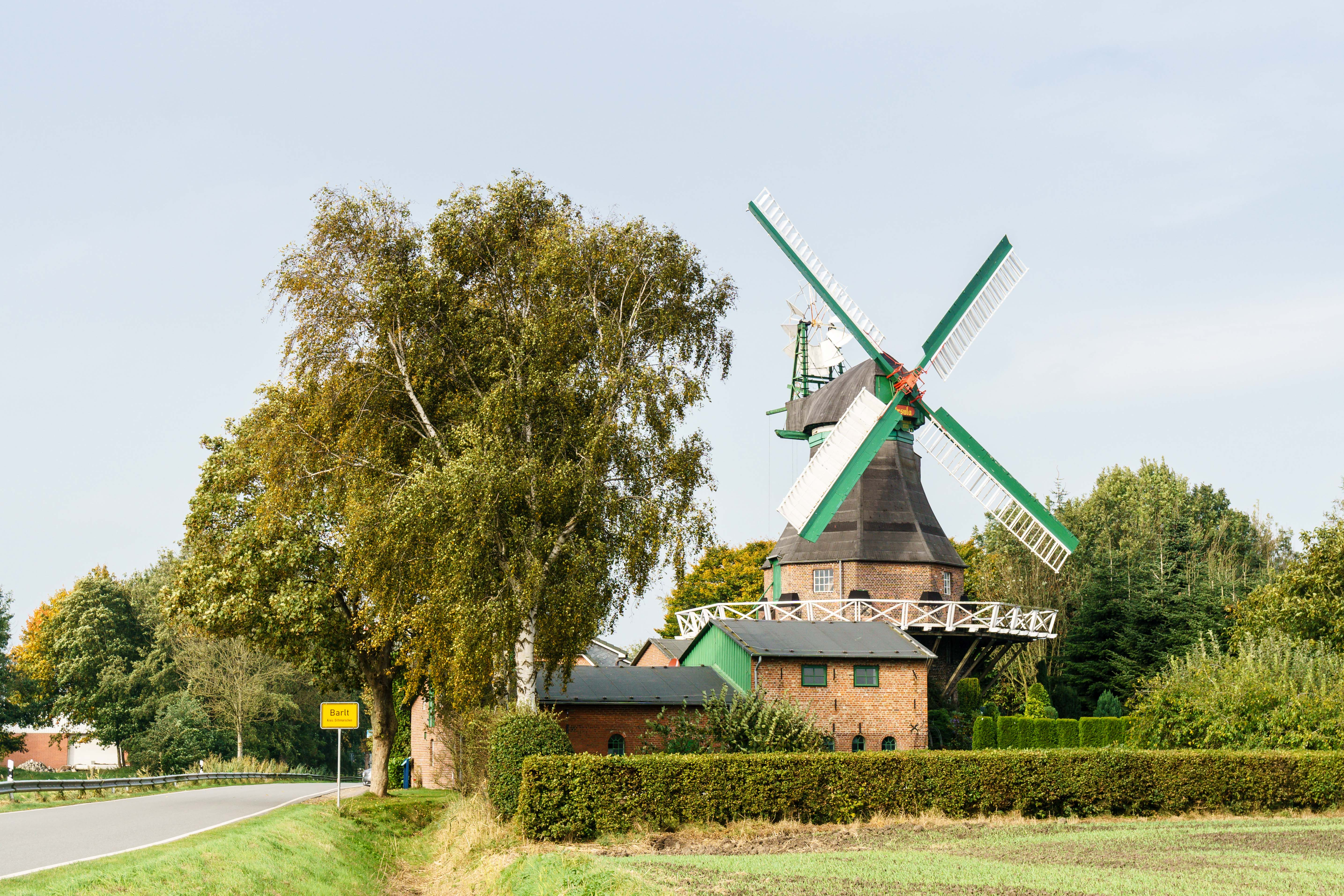
Windmühle „Ursula“ im Betrieb

In der Liste der Kulturdenkmale in Barlt stehen die in der Denkmalliste des Landes Schleswig-Holstein eingetragenen Kulturdenkmale.

## Persönlichkeiten

### Söhne und Töchter der Gemeinde
- Gustav Frenssen (1863–1945), Schriftsteller
- Toni Rothmund (1877–1956), Lyrikerin, Autorin und Journalistin

### Mit Barlt verbunden
- Walter Wiborg (* 1904 in Kronprinzenkoog; † 1969 in Rendsburg), plattdeutscher Autor, war hier einige Jahre Landlehrer